# Bill Huck
Bill Huck (Dresden, 9 de març de 1965) va ser un ciclista alemany que va competir per l'Alemanya de l'Est. Especialista en velocitat, va guanyar quatre medalles als Campionats mundials de l'especialitat, dues d'elles d'or.

## Palmarès
- 1986
  - 1r al Gran Premi de París en velocitat

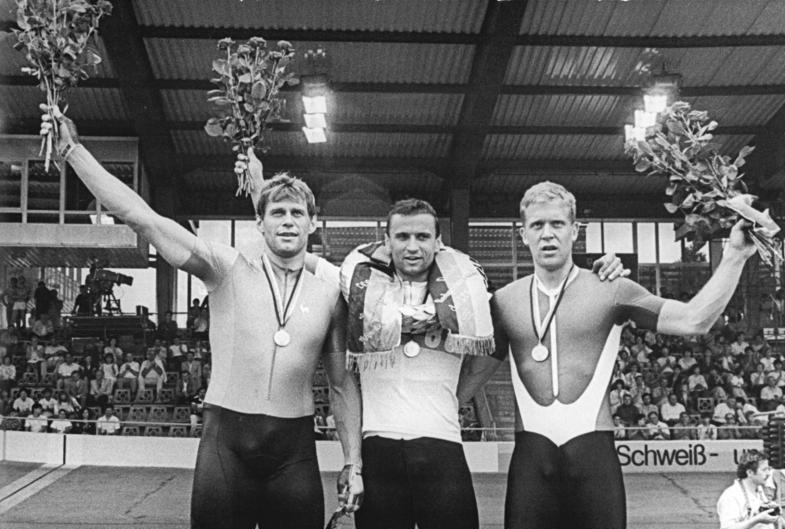
Michael Hübner (esquerra), Lutz Heßlich (centre) i Bill Huck (dreta) al 1988 als Campionats de la RDA en velocitat

- 1989
  -  Campió del món velocitat amateur
- 1990
  -  Campió del món velocitat amateur
- 1991
  - 1r al Gran Premi de París en velocitat